# Xã Salem, Quận Knox, Illinois
Xã Salem (tiếng Anh: Salem Township) là một xã thuộc quận Knox, tiểu bang Illinois, Hoa Kỳ. Năm 2010, dân số của xã này là 1.003 người.